# Strašnik
Strašnik is een plaats in de gemeente Petrinja in de Kroatische provincie Sisak-Moslavina. De plaats telt 242 inwoners (2001).